# 이재우 (연출가)
이재우(1966년 10월(일자 불명)(출처 조선일보 인물 프로필)~ )는 KBS 예능센터의 전직 센터장이며, 현재는 자회사 KBSN 부사장 겸 마케팅본부장으로 재직중이다.

## 경력
- KBS 예능본부 PD
- KBS TV제작본부 예능운영팀장
- KBS 예능본부 편성기획팀장 (부장급)
- KBS 예능본부 센터장 (본부장급)
- KBSN 부사장 겸 마케팅본부장

## 연출한 프로그램
- 부부클리닉 사랑과 전쟁